# Andrus Peat
Andrus Jemerson Peat (Mesa, 4 novembre 1993) è un giocatore di football americano statunitense che milita nel ruolo di offensive tackle per i Pittsburgh Steelers della National Football League (NFL).

## Carriera universitaria
Peat, originario di Mesa in Arizona, cominciò a giocare a football nella locale Corona del Sol High School dove si distinse anche nella pallacanestro ed in atletica leggera. Fu valutato unanimemente da tutti gli osservatori come un prospetto di altissimo livello per il college football, e considerato da The Sporting News il miglior prospetto in uscita dalle scuole superiori della sua annata. Peat ricevette 38 offerte di borse di studio da tutte le principali università, come Nebraska, Florida State, USC, Arizona, UCLA, Colorado, LSU, North Carolina, Oregon State, Clemson, Washington, Kansas, Tennessee, Auburn, Arkansas, Arizona State, Florida, Notre Dame, Michigan, Texas, Alabama, Miami e Oregon, optando infine di iscriversi nel 2012 a Stanford andando così a giocare con i Cardinal che militano nella Pac-12 Conference della Divisione I della Football Bowl Subdivision (FBS) della NCAA.
Nella sua prima stagione a Stanford disputò 13 partite, a una media di 20 snap. L'anno successivo giocò come titolare tutte le 14 partite ed inserito al fine stagione nel Second-team All-Pac-12. Nel 2014 fu selezionato come All-American, inserito nel First-team All-Pac-12 e vinse il Morris Trophy, premio assegnato al miglior offensive lineman della West Coast.
Al termine della sua terza stagione con Stanford, Peat annunció di voler passare tra i profeassionisti e di candidarsi quindi per il Draft NFL 2015.
Premi e riconoscimenti
- Morris Trophy (2014)
- First-team All-Pac-12 (2014)
- Second-team All-Pac-12 (2013)

Statistiche al college
| Stagione | Stagione | Stagione   | Stagione   | Stagione | Stagione |
| Anno     | Squadra  | Campionato | Conference | P        | PT       |
| -------- | -------- | ---------- | ---------- | -------- | -------- |
| 2012     | Stanford | FBS Div. I | Pac-12     | 13       | 0        |
| 2013     | Stanford | FBS Div. I | Pac-12     | 14       | 14       |
| 2014     | Stanford | FBS Div. I | Pac-12     | 13       | 13       |
| Totale   | Totale   | Totale     | Totale     | 40       | 27       |

Fonte: Football Database

## Carriera professionistica

### New Orleans Saints

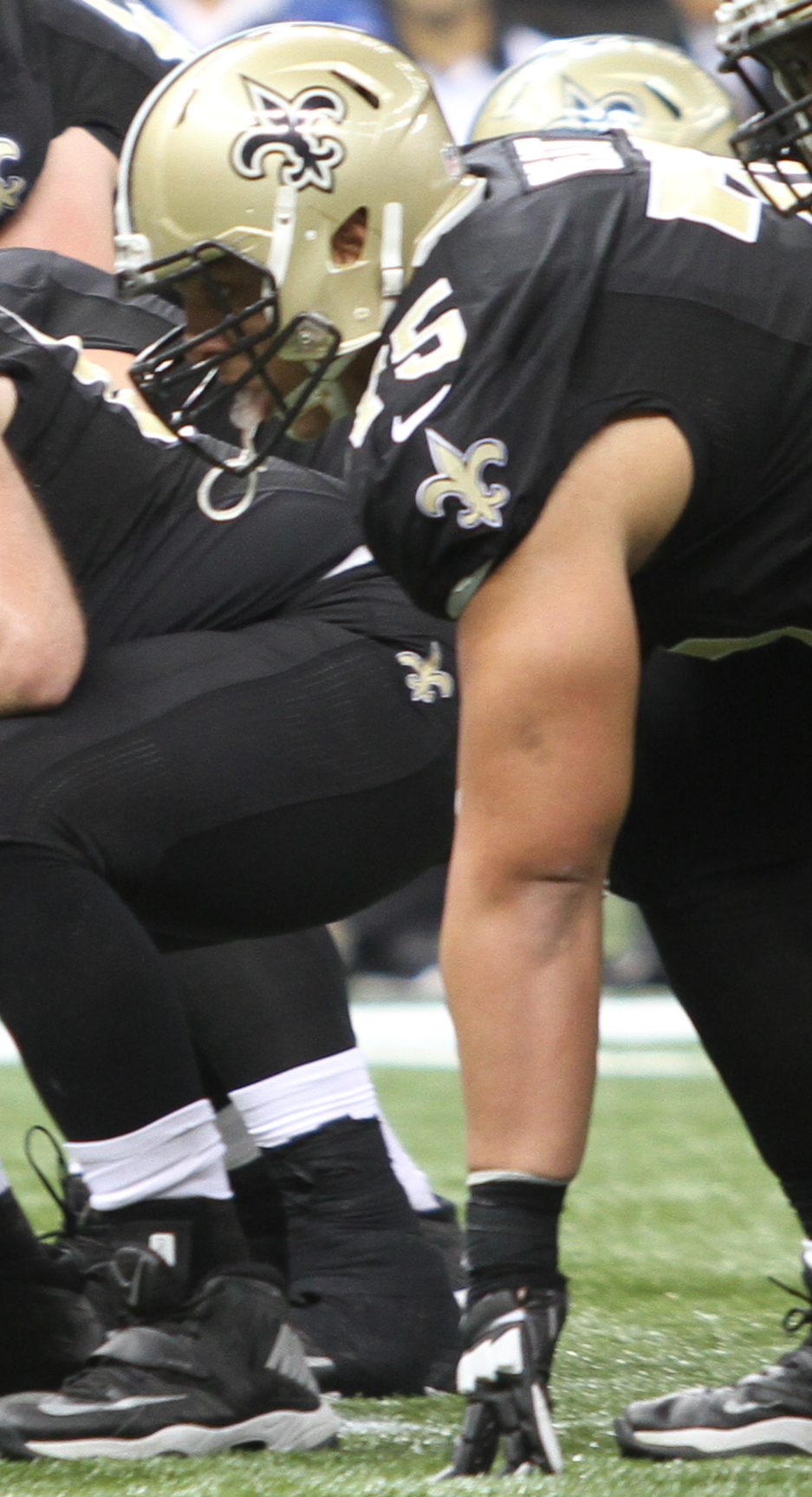
Peat nel 2015 con i Saints.

Peat era pronosticato come una delle prime dieci scelte del Draft NFL 2015. Il 30 aprile fu selezionato come 13º assoluto dai New Orleans Saints. Il 21 maggio 2015 Peat firmò il suo contratto da rookie con i Saints: un accordo quadriennale, con opzione per un quinto anno, da 11,4 milioni di dollari totalmente garantiti e comprensivi di un bonus alla firma di 6,5 milioni di dollari.
Peat debuttò come professionista subentrando nella gara del primo turno della stagione 2015contro gli Arizona Cardinals. Giocò la sua prima partita da titolare nel dodicesimo turno, la sconfitta 6-12 contro gli Houston Texans. La sua stagione da rookie si concluse disputando 12 partite, di cui 8 come titolare.
Il 13 aprile 2018 i Saints sfruttarono l'opzione per prolungare di un quinto anno il contratto di Peat. Al termine della stagione 2018 Peat fu convocato al suo primo Pro Bowl, selezione avvenuta anche nelle due annate successive.
Il 20 marzo 2020 Peat firmò un nuovo contratto quinquennale con i Saints per un valore di 57,5 milioni di dollari, di cui 38 garantiti.
Al termine della stagione 2023, dopo aver giocato prima come terza guardia del roster e poi essere stato spostato nella vecchia posizione giocata al college di tackle, Peat non sfruttò la possibilità di giocare un anno altro con i Saints e divenne free agent.

### Las Vegas Raiders
Il 13 maggio 2024 Peat firmò con i Las Vegas Raiders. Nella stagione 2024 collezionò con i nero argento 15 presenze, di cui una come titolare.

### Pittsburgh Steelers
Il 7 agosto 2025 Peat firmò con i Pittsburgh Steelers.

## Palmarès
- Convocazioni al Pro Bowl: 3

2018, 2019, 2020

## Statistiche

### Stagione regolare
| Stagione | Stagione | Stagione | Stagione |
| Anno     | Squadra  | P        | PT       |
| -------- | -------- | -------- | -------- |
| 2015     | NO       | 12       | 8        |
| 2016     | NO       | 15       | 15       |
| 2017     | NO       | 15       | 14       |
| 2018     | NO       | 13       | 13       |
| 2019     | NO       | 10       | 10       |
| 2020     | NO       | 13       | 13       |
| 2021     | NO       | 6        | 6        |
| 2022     | NO       | 11       | 11       |
| 2023     | NO       | 16       | 12       |
| 2024     | LV       | 15       | 1        |
| Totale   | Totale   | 126      | 103      |

### Play-off
| Stagione | Stagione | Stagione | Stagione |
| Anno     | Squadra  | P        | PT       |
| -------- | -------- | -------- | -------- |
| 2017     | NO       | 1        | 1        |
| 2018     | NO       | 2        | 2        |
| 2019     | NO       | 1        | 1        |
| 2020     | NO       | 2        | 2        |
| Totale   | Totale   | 6        | 6        |

Fonte: Pro-Football-Reference 
—      convocato al Pro Bowl

## Vita privata
Peat è figlio dell'ex guardia Todd Peat che ha giocato nove anni nella NFL tra il 1987 e il 1993 con i St. Louis/Phoenix Cardinals e i Los Angeles Raiders.